# Krytyka instytucjonalna
Krytyka instytucjonalna – nurt sztuki współczesnej, w którym krytykowanie instytucji jest formą ekspresji artystycznej.

## Historia i charakterystyka

### Korzenie w ruchach kontestacyjnych lat 60.
Zdaniem amerykańskiej historyczki sztuki Rosalind Krauss, krytyka instytucji jako nurt w sztuce wyłonił się na fali globalnych rozruchów studenckich w 1968 roku, w szczególności francuskiego maja 1968-go, ale także protestów przeciwko wojny w Wietnamie. Władze uniwersytetów, które były postrzegane jako bezstronne i autonomiczne względem rządów, zaangażowały się po jednej ze stron konfliktu, pozwalając policji na siłowe stłumienie protestów. Uczestnicy demonstracji, a następnie wspierający ruchy studenckie artyści uznali, że żadne instytucje - w tym uniwersytety i galerie sztuki - nie są już niezależne. Zdaniem Krauss, na ukształtowanie się krytyki instytucjonalnej miały też wpływ poststrukturalistyczne koncepcje językowe Émile'a Benveniste. Dowodziły one, że już samo otwarcie dyskursu wymusza na odbiorcy uznanie pewnej hierarchii i poruszanie się w obrębie narzuconej struktury językowej. Artyści, przekładając poststrukturalizm na język sztuki dowodzili, że instytucje kulturalne wpływają na dyskurs już przez sam swój autorytet.

### Strategie i przedstawiciele
Przedstawiciele krytycy instytucji podważają dogmatyczne twierdzenia nt. galerii i muzeów sztuki oraz relacji między sztuką oraz instytucją. Krytyka instytucji jest nurtem niejednorodnym, obejmującym wiele strategii artystycznych i zagadnień.

#### Autorytet instytucji
Marcel Broodthaers negował autorytet instytucji i jej prawo do wartościowania sztuki. Strategią obraną przez tego artystę było utworzenie w 1968 roku własnego, fikcyjnego Muzeum Sztuki Współczesnej. Występując z pozycji dyrektora, przyznawał sobie prawa do wartościowania sztuki. Wykorzystał je by sparodiować instytucję oraz udowodnić bezzasadność jej autorytetu, wystawiając w swoim fikcyjnym muzeum eksponaty opatrzone hasłem To nie jest dzieło sztuki. 

#### Utowarowienie sztuki
Niektórzy artyści sprzeciwiali się utowarowieniu sztuki i poddaniu ich regułom kapitalizmu. W tym modelu, galerie sztuki kierują się wartością rynkową dzieła, która niekoniecznie jest tożsama z jego wartością artystyczną. Tym samym mogą blokować wystawienie tych prac, które nie osiągają wysokiej wartości rynkowej albo nie przypadły do gustu większości. Prowadzi to do dyktatu większości w obszarze gustu. Przeciwstawiając się kapitalizacji sztuki, artyści wykorzystali wywodzące się z dadaizmu ready-mades (por. Suszarka do butelek, Fontanna aut. Marcela Duchampa) i rozwijające je dzieła neoawangardy (por. Mur z beczek. Żelazna kurtyna aut. Christo i Jeanne-Claude). Do ich dokonań nawiązał Louise Lawrer. 

##### Spór z minimalistami
Pierwsi krytycy instytucji stawiali się w opozycji do promowanych wtedy przez galerie minimalistów. Pomimo tego, sami także korzystali z deskilingu, tj. eliminowaniu zbędnych umiejętności w procesie twórczym. Praktyka deskilingu ma swoje korzenie w XIX-wiecznym impresjonizmie, a następnie kolażu kubistycznym i wspomnianych ready-mades. Robert Smithson wprowadzał w obszar galerii elementy przyrody takie jak próbki skał, które nazwał non-site. Doprowadził w ten sposób koncepcję minimalizmu do absurdu, jednocześnie stawiając pytanie, dlaczego ten element krajobrazu został uznany za dzieło sztuki tylko na podstawie umieszczenia go w przestrzeni muzealnej. 
W kontekście sporu z minimalistami powstało także dzieło pt. Peinture-Sculpture Daniela Burena z 1971 roku. Artysta rozsadził przestrzeń wystawową Muzeum Guggenheima w Nowym Jorku, wywieszając w nim gigantyczne, czarno-biało płótno. W zależności od kąta pod jakim było oglądane, mogło albo całkowicie przysłonić pozostałe prace, albo też być całkiem niewidoczne. Buren udowodnił, że wbrew deklaracjom, przestrzeń wystawy nie jest neutralna, ale jest zorganizowana tak, żeby sprzyjać minimalistom. Twórca okazał w ten sposób solidarność z Hansem Haacke, którego demaskatorska praca pt. Shapolski et al. Manhattan Real Estate Holdings nie została w tym samym roku dopuszczona do wystawy (patrz niżej). Samo Peinture-Sculpture także zostało zdjęte z ekspozycji, zaostrzając spór między dwoma pokoleniami artystów.

##### Demateralizacja
Strategią artystyczną sprzeciwiającą się utowarowieniu dzieł sztuki jest ich dematerializacja. 

###### Partycypacja i sztuka konceptualna w stosunku do krytyki instytucjonalnej
Z założeniami krytyki instytucjonalnej pokrywają się niektóre nurty sztuki partycypacyjnej. Zdaniem brytyjskiej historyczki sztuki Claire Bishop, jest ona jedyną dziedziną sztuki wyjętą spod władzy instytucji i kapitalizmu. Ma ona swoje korzenie w performatywnej działalności włoskich futurystów (Wieczory futurystyczne (wł. Serate), 1910-23), rosyjskich konstruktywistów i produktywistów (np. Persimfans, 1922-32, Symfonia syren fabrycznych, 1917-22) oraz dadaistow (np. Ekskursje, 1921).
Niektóre nurty sztuki partycypacyjnej działają poza sferą instytucji, żeby wyzwolić się z nakładanych przez nie ograniczeń (np. Project Unité, 1993; Bródno 2000 pomysłu Pawła Althamera, 2000). Działające w latach 60. grupy takie jak Międzynarodówka Sytuacjonistyczna (ang. Situationist International) i Groupe Recherche d'Art Visuel programowo odcinały się od kurateli instytucjonalnej. Postulowały one demokratyzację sztuki i jej całkowite stopienie się z codziennym życiem. Tym samym sprzeciwiały się nadawaniu sztuce jakiejkolwiek wartości rynkowej, a także fetyszyzacji indywidualnego autorstwa. Grupy te wsparły ruchy studenckie 1968 roku. Na przeciwnym biegunie znalazła się założona w 1966 roku Artist Placement Group, która dążyła do programowego współdziałania artystów z rządem i korporacjami. W 1968 roku, w odpowiedzi na hasła ruchów studenckich, rozpoczęły działalność dwie komuny niezależnych artystów: The Blackie i Inter-Action. Czerpały one z dokonań SI i GRAV, a powstały w kontrze do działalności APG. Utworzyły one nową gałąź sztuki partycypacyjnej jaką jest sztuka społeczności, która w sposób programowy oddawała prerogatywy w dziedzinie tworzenia, oceniania i dystrybuowania sztuki nieprofesjonalnym, lokalnym społecznościom. Dalszym rozwinięciem sztuki społeczności są projekty pedagogiczne, w których przedmiotem sztuki jest proces nauczania. Artysta formuje grupę edukacyjną niezależną od państwowych systemów edukacji, stawając tym samym w kontrze do ograniczeń nakładanych przez politykę instytucji. Przykładami takich działań były Free International University of Creativity and Interdisciplinary Research Josepha Beuysa (zał. 1973), Cátedra Arte de Conducta Tanii Bruguery (2002-9) czy Klasa Einsteina Pawła Althamera (2005).
Sztuka konceptualna co do zasady sprowadza dzieło sztuki do niematerialnego konceptu, dlatego niektóre jej nurty wpisują się w postulaty krytyki instytucjonalnej. W niektórych przypadkach galerie sztuki utowarowiły koncept dzieła, tak jak to miało miejsce w przypadku pracy Comedian Maurizio Cattelan. W 2019 roku artysta przykleił banana szarą taśmą do ściany we wnętrzu muzeum i zadeklarował, że jest on dziełem sztuki. Cattelan nawiązał dialog z ready-mades Marcela Duchampa sprzed stu lat. Jego banan został ustanowiony dziełem sztuki na mocy decyzji artysty, ale wybór ten został usankcjonowany przez powagę instytucji muzealnej. Comedian Cattelana jest interpretowany jako krytyka działalności galerii i muzeów sztuki w XXI wieku oraz paradygmatu instytucjonalnej definicji sztuki. Pomimo tego, rynek sztuki zdołał wchłonąć Comediana. Tylko w 2019 roku koncept dzieła został sprzedany trzykrotnie za cenę od 120 do 150 tysięcy dolarów.

###### Apropriacja
Począwszy od lat 80. skrajnie postmodernistyczna grupa artystów uprawiała apropriację. Praktyka ta polega na zawłaszczeniu cudzego dzieła, odarcia go z pierwotnego kontekstu i nadania mu nowego. Taka strategia opiera się utowarowieniu sztuki, ponieważ rozmywa autorstwo dzieła i jego oryginalność, a przy tym oscyluje na granicy legalności. Apropriację uprawiali m.in. Cindy Sherman, Barbara Kruger czy Sherrie Levine (por. After Walker Evans).

#### Granice instytucji
Artyści tacy jak Daniel Buren zaatakowali instytucję od wewnątrz. W instalacji pt. W ramach i poza nimi (1973) Buren rozwiesił w pomieszczeniu czarno-białe płótna, które następnie wychodziły z przestrzeni galerii i zawisły nad ulicą w Nowym Jorku. Tym samym artysta zadawał pytanie: w którym momencie jego płótna przestawały być dziełem sztuki, a stawały się zwykłym przedmiotem użytkowym. Podważał w ten sposób prawo instytucji do autorytatywnego orzekania o statusie ontologicznym dzieła sztuki.

#### Powiązania biznesowe
Hans Haacke dowodził, że galerie sztuki są uwikłane w sieć powiązań biznesowych, która ogranicza ich niezależność. W happeningu pod nazwą MoMA Poll (1970) nakłonił gości Museum of Modern Art do udziału w ankiecie, czy zagłosowaliby na Nelsona Rockefellera, gdyby ten poparł politykę Richarda Nixona, który w tym czasie rozszerzył teatr działań wojennych w Wietnamie na Kambodżę. Rockefeller był członkiem zarządu MoMA, a sama instytucja została ufundowana przez jeego matkę Abby Rockefeller. Zdaniem Haackego, fundacje Rockefellera w MoMA są przykładem cultural washingu, mającym na celu pozyskanie przychylności, aby umożliwić kontynuowanie polityki gabinetu Nixona. W kolejnym roku chciał zaprezentować na wystawie w Muzeum Guggenheima wyniki swojego dochodzenia, wg którego kilka nowojorskich rodzin zmówiło się w celu skupienia w swoich rękach nieruchomości, tworząc imperium tanich mieszkań na wynajem o niskim standardzie. W tamtym czasie odbiorcy błędnie uważali, że w proceder są zaangażowani członkowie rady powierniczej muzeum. Haacke przedstawił tablice z wynikami śledztwa jako dzieło sztuki pod nazwą Shapolski et al. Manhattan Real Estate Holdings. Z kolei w Manet-Projekt 74 (1974) Haacke zaprezentował wyniki prywatnego dochodzenia, według którego obraz Pęczek szparagów aut. Édouarda Maneta został nabyty przez Muzeum w Kolonii od byłego nazisty, przy całej świadomości historii darczyńcy.

#### Pozytywna krytyka
Na przełomie lat 80. i 90. pojawiły się pozytywne nurty krytyki instytucji, w której kuratorzy i dyrektorzy muzeów poszukiwali rozwiązań wobec zarzutów stawianym instytucji. Twórcy tacy jak Carey Young czy Andrea Fraser wcielali się w rolę kuratorów i poprzez happening uwypuklali pozytywną rolę galerii sztuki jako instytucji, która umożliwia spojrzenie na świat z innej perspektywy i nadanie nawet zwykłym przedmiotom statusu dzieła sztuki.

## Wybrani przedstawiciele i dzieła
- Marcel Broodthaers: Muzeum Sztuki Współczesnej, Departament Orłów (1968-1972)[27]
- Hans Haacke: MoMA Poll (1970)[24], Shapolski et al. Manhattan Real Estate Holdings (1971)[8], Manet-Projekt 74 (1974)[25]
- Daniel Buren, Peinture-Sculpture (1971)[8], W ramach i poza nimi (1973)[23]
- Robert Smithson: cykl Non-site (1968)[6]
- Louis Lawrer[5]
- Chris Burden: Exposing the Foundation of the Museum (1986)[1]
- Cindy Sherman: Cykl Autoportretów[28]
- Barbara Kruger: Twoje spojrzenie bije mnie po twarzy (1981)[29]
- Sherrie Levine: After Walker Evans (1989)[22]
- Andrea Fraser: Museum Highlights: A Gallery Talk (1989)[26]
- Carey Young: Everything You’ve Heard is Wrong (1999)[25]